# Holub sněžný
Holub sněžný (Columba leuconota) je druh holuba z rodu Columba, který se vyskytuje v hornatých oblastech Asie. 

## Systematika
Druh formálně popsal irský přírodovědec Nicholas Aylward Vigors v roce 1831. Holub sněžný se řadí do početného rodu středně velkých až velkých holubů Columba. Rozlišují se následující dva poddruhy:
- C. l. leuconota Vigors, 1831 – západní a střední Himálaj;
- C. l. gradariav Hartert, EJO, 1916 – východní Himálaj, Tibet, jižní Čína až severní Myanmar.

## Výskyt
Areál rozšíření sahá od severovýchodního Afghánistánu a Tádžikistánu přes celý Himálaj až po jihozápadní a střední Čínu. Typické stanoviště druhu představují skalní oblasti včetně vysokých hor a hlubokých kaňonů v nadmořských výškách 3000–5100 m n. m. Suchým oblastem se vyhýbá. Může se vyskytovat i v předměstské a zemědělské krajině.

## Popis

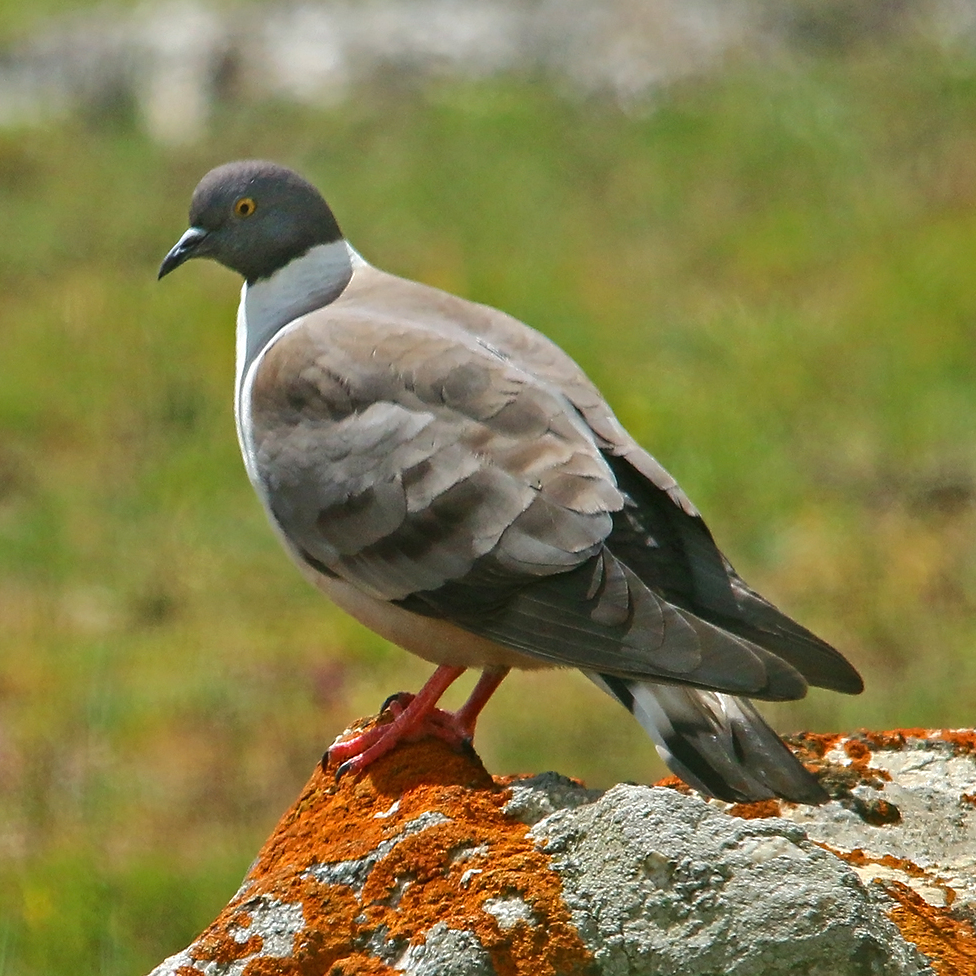
Holub sněžný (Pákistán)

Tento statný zástupce rodu Columba dosahuje výšky kolem 34 cm. Dospělci mají břidlicově šedou hlavu s krémově bílým límcem a spodinou. Šíje je nahnědlá, křídla různých odstínů šedé a hnědé, hřbet je bílý, což kontrastuje s černavým kostřcem a černými horními krovkami ocasními. Přes černavý ocas se táhne bílý příčný pruh. Duhovky jsou žluté, neopeřený oční kroužek je tmavý. Zobák je načernalý s hnědým až černým ozobím. Korálově červené nohy jsou zakončeny černými drápy.

## Biologie
Jedná se o stálý druh. Hlasově se projevuje prodlouženým vysoce položeným kó-ó-ó. Zatímco v létě se pohybuje v páru nebo v menších hejnech, v zimě se sdružuje do početných hejn. Tato hejna holub sněžný někdy může utvářet s příbuzným holubem útesovým (Columba rupestris). Holub sněžný se živí semeny a čerstvými výhonky rostlin, které sbírá na štěrkových stráních a nezasněžených svazích travnatých horských svahů.
K zahnízdění dochází od května do července. Staví si neforemnou platformu z větviček na těžko přístupných skalních římskách, v jeskyních a ve skalních puklinách. Typicky hnízdí koloniálně. Samice snáší dvě vejce, doba inkubace se pohybuje mezi 17–19 dny.

## Ohrožení
Mezinárodní svaz ochrany přírody (IUCN) hodnotí druh jako málo dotčený. Početnost holuba sněžného sice nebyla kvantifikována, avšak podle dostupných dat mu nehrozí žádné akutní nebezpečí a jeho populace je považována za stabilní.